# Attentat de la tour de Londres
L'attentat de la tour de Londres est un attentat survenu le 17 juillet 1974 lorsqu'une bombe 10-14 lb explose dans la Tour Blanche de la Tour de Londres, au Royaume-Uni. L'explosion a fait un mort et blessé 41 personnes, dont beaucoup ont perdu des membres et souffrent de graves blessures au visage. La victime qui a perdu la vie était Dorothy Household. 

## Attentat
À l'époque, la Tour était occupée par les touristes. La bombe a été placée à côté d'un chariot en bois d'un canon en bronze du XVIIIe siècle à l'intérieur de la salle des mortiers. L'affût de canon a été détruit. Une douzaine de blessés étaient des enfants. Une entreprise d'échafaudage travaillant sur la tour lorsque la bombe a explosé a pu agir immédiatement pour former l'évacuation, s'assurant que les blessés étaient sortis du bâtiment en sécurité et pouvaient obtenir des soins médicaux d'urgence.

## Auteur
Personne n'a jamais revendiqué la responsabilité de l'attaque, mais il était largement admis que l'Armée républicaine irlandaise provisoire (IRA) était derrière elle. Un mois avant l'attentat, l'IRA avait bombardé les Chambres du Parlement (en).